# Presa El Bosque
La presa del bosque es un vaso de captación de agua que fue construido en los años 1951 a 1954, por la Comisión Federal de Electricidad y la Conagua, forma parte del sistema Cutzamala. Se encuentra en el municipio de Zitácuaro a una altitud de 1730 m s. n. m. y su profundidad es aproximadamente de 40 metros.
Es la segunda presa del Sistema Cutzamala en Michoacán (después de la presa Tuxpan), y bombea el agua por los tubos subterráneos que llegan a la presa de Colorines en el Estado de México, sus aguas también son utilizadas para generar electricidad. Sus operadores son la Conagua y la Comisión Federal de Electricidad.

## Ubicación
Se encuentra ubicada al sur de la ciudad de Heroica Zitácuaro, en el estado de Michoacán sobre la carretera Zitácuaro - Benito Juárez, la presa limita con el municipio de Juárez y Jungapeo.

## Contaminación[1]
En un estudio realizado por la UNAM en el año 2012 para medir la calidad del agua de las presas y ríos de Michoacán, esta presa resultó ser la segunda más afectada y contaminada del estado de Michoacán. En una encuesta que se realizó a algunas personas que viven cerca de la presa mencionaban que por las mañanas desprendía un olor muy desagradable, no obstante también se han presentado casos de Cólera y Tifoidea al ser consumida el agua. Por lo que para llevar el agua a la Ciudad de México ocupa pasar muchos procesos de tratamiento del agua en su misma planta llamada Cangrejera, en la cual se trata un 25% del agua de la presa.
Otro punto es que sobre el agua flota basura y lo que más afecta a la presa son los detergentes, ya que hay días que a simple vista se puede observar espuma sobre el agua todo esto por la desembocadura del río San Juan Zitácuaro; que descarga todas las aguas negras provenientes de la ciudad de Zitácuaro. Desde el año 2012 se encuentra dentro de los 10 cuerpos de agua más contaminados de México.

## Turismo
En los alrededores de la Presa El Bosque se encuentran lugares para pasar días de campo, además se pueden llevar a cabo un sinfín de actividades deportivas y familiares, entre las más usuales están fútbol, voleibol, motocross, paseos en lancha y motos acuáticas. Este lugar se ha vuelto un destino turístico muy importante y visitado en la Región Oriente de Michoacán debido a las hermosas vistas de sus relieves que ofrece hacia la sierra de mil cumbres, no obstante también es un lugar muy concurrido en días Sábado y Domingo por familias principalmente de la ciudad de Zitácuaro y lugares aledaños que llegan de día de campo.
Durante la Semana Santa se lleva a cabo el evento "Vive la Presa El Bosque", normalmente se realiza en un lapso de 3 días y este evento incluye todo tipo de actividades familiares y culturales desde música, comida típica, etcétera, hasta torneos de motocross y voleibol.
A finales de 2016, se puso en marcha la construcción de un centro eco turístico a un lado de la presa el cual contará con mejores instalaciones para realizar más amplias actividades, y volver a la Presa El Bosque uno de los destinos turísticos más importantes de Michoacán y México que junto con Valle de Bravo en el Estado de México conformará la Región Turística Zitácuaro - Valle de Bravo.